# Lista das princesas de Condé
No Antigo Regime, os Príncipes de Condé era um ramo cadete da Casa de Bourbon e, por isso, eram Príncipes de Sangue. Os chefes desse ramo usavam o título de Príncipe de Condé.
As suas esposas tomavam, assim, os títulos dos maridos de Princesas de Condé e Princesas de Sangue.

## Lista das princesas de Condé (1546-1830)
| Sequência | Retrato | Nome (datas de vida)                         | Marido                                                                       | Títulos | Elementos biográficos | Armas |
| --------- | ------- | -------------------------------------------- | ---------------------------------------------------------------------------- | --- | --- | ----- |
| 1         |         | Leonor de Roye (1535-1564)                   | Luís I (casou em 1551)                                                       | Condessa de Roucy e Sr.ª de Conti (suo jure, 1551-1564) Princesa de Condé (1551-1564) Duquesa de Enghien (1557-1564) | Princesa da Casa de Roye, filha de Carlos de Roye e de Madalena de Mailly. Mãe de Henrique I, Príncipe de Bourbon, de Francisco, Príncipe de Conti e de Carlos II, Cardeal de Bourbon. |       |
| 2         |         | Francisca de Orleães-Longueville (1549-1601) | Luís I (casou em 1565)                                                       | Princesa de Condé e Duquesa de Enghien (1565-1569) | Princesa da Casa Orleães-Longueville, filha de Francisco de Orleães-Longueville e de Jaqueline de Rohan-Gyé. Mãe de Carlos, Duque de Soisson. |       |
| 3         |         | Maria de Cleves (1553-1574)                  | Henrique I (casou em 1572)                                                   | Condessa de Beaufort, Marquesa de Isles, Baronesa de Jaucourt e Sr.ª de Jully (suo jure, 1564-1574) Princesa de Condé e Duquesa de Enghien (1572-1574) | Princesa da Casa de La Marck, filha de Francisco I de Nevers e de Margarida de Bourbon-Vendôme. |       |
| 4         |         | Carlota de La Trémoille (1568-1629)          | Henrique I (casou em 1586)                                                   | Princesa de Condé e Duquesa de Enghien (1586-1588) | Princesa da Casa de La Trémoille, filha de Luís III de La Trémoille e de Joana de Montmorency. Mãe de Leonor de Bourbon-Condé e de Henrique II. |       |
| 5         |         | Carlota Margarida de Montmorency (1594-1650) | Henrique II (casou em 1609)                                                  | Princesa de Condé (1609-1646) Duquesa de Enghien (1609-1621) Duquesa de Châteauroux (1616-1646) Duquesa de Montmorency e Sr.ª de Chantilly (suo jure, 1632-1650) Condessa de Sancerre (1640-1646) Duquesa de Bellegarde (1646)                                                               | Princesa da Casa de Montmorency, filha de Henrique I de Montmorency e de Luísa de Budos. Mãe de Ana Genoveva de Bourbon-Condé, de Luís II de Bourbon-Condé e de Armando, Príncipe de Conti. |       |
| 6         |         | Clara Clemência de Maillé-Brézé (1628-1694)  | Luís II (casou em 1641)                                                      | Duquesa de Enghien (1641-1646)Princesa de Condé, Duquesa de Bellegarde e de Châteauroux, Condessa de Sancerre (1646-1686), Duquesa de Fronsac (suo jure, 1646-1674) Duquesa de Montmorency e Sr.ª de Chantilly (1650-1686) Duquesa de Bourbon (1661-1667) Condessa de Charolais (1684-1686)  | Princesa da Casa de Maillé. Filha de Urbano de Maillé e de Nicole du Plessis de Richelieu. Mãe de Henrique III de Bourbon-Condé. |       |
| 7         |         | Ana Henriqueta da Baviera (1648-1723)        | Henrique III (casou em 1663)                                                 | Duquesa de Enghien (1663-1686) Princesa de Condé, Duquesa de Bellegarde, de Châteauroux e de Montmorency, Condessa de Sancerre e de Charolais, Sr.ª de Chantilly (1686-1709) Duquesa de Guise (1688-1709) Princesa de Arches ("suo jure", 1708-1723) Condessa de Dreux (Suo jure, 1718-1723) | Princesa do ramo Palatino da Casa de Wittelsbach, filha de Eduardo, Conde Palatino de Simmern e de Ana Maria de Gonzaga-Nevers. Mãe de Maria Teresa de Bourbon, de Luís III de Bourbon-Condé, de Ana Maria de Bourbon, de Luísa Benedita de Bourbon e de Maria Ana de Bourbon. |       |
| 8         |         | Luísa Francisca de Bourbon (1673-1743)       | Luís III (casou em 1685)                                                     | Duquesa de Bourbon (1685-1709) Duquesa de Montmorency (1685-1689) Duquesa de Enghien (1689-1709) Princesa de Condé, Duquesa de Bellegarde, de Châteauroux e de Guise, Condessa de Sancerre e de Charolais, Sr.ª de Chantilly (1709-1710)                                                     | Princesa da Casa de Bourbon, filha legitimada de Luís XIV e de Madame de Montespan. Mãe de Maria Gabriela Leonor de Bourbon, de Luís IV Henrique de Bourbon-Condé, de Luísa Isabel de Bourbon, de Luísa Ana de Bourbon, de Maria Ana de Bourbon, de Carlos, Conde de Charolais, de Henriqueta Luísa, Mademoiselle de Vermandois, de Isabel Alexandrina, Mademoiselle de Sens e de Luís, Conde de Clermont. |       |
| 9         |         | Maria Ana de Bourbon-Conti (1689-1720)       | Luís IV (casou em 1713)                                                      | Princesa de Condé, Duquesa de Bellegarde, de Châteauroux e de Guise, Condessa de Sancerre e de Charolais, Sr.ª de Chantilly (1713-1720) | Princesa da Casa de Bourbon-Conti, filha de Francisco Luís, Príncipe de Conti e de Maria Teresa de Bourbon-Condé. |       |
| 10        |         | Carolina de Hesse-Rotemburgo (1714-1741)     | Luís IV (casou em 1728)                                                      | Princesa de Condé, Duquesa de Bellegarde, de Châteauroux e de Guise, Condessa de Sancerre e de Charolais, Sr.ª de Chantilly (1728-1740) | Princesa da Casa de Hesse. Filha de Ernesto Leopoldo de Hesse-Rheinfels-Rotenburgo e de Leonor de Lowenstein-Wertheim. Mãe de Luís V José de Bourbon-Condé. |       |
| 11        |         | Carlota de Rohan (1737-1760)                 | Luís V (casou em 1753)                                                       | Princesa de Condé, Duquesa de Bellegarde, de Châteauroux e de Guise, Condessa de Sancerre e de Charolais, Sr.ª de Chantilly (1753-1760) | Princesa da Casa de Rohan, filha de Carlos de Rohan-Soubise e de Ana Maria Luísa de La Tour de Auvérnia. Mãe de Luís VI Henrique de Bourbon-Condé e de Luísa Adelaide de Bourbon-Condé. |       |
| 12        |         | Maria Catarina Brignole (1737-1813)          | (1) Honorato III (Monaco) (casou em 1757) (2) Luís V (Condé) (casou em 1798) | (1) Princesa de Monaco e Duquesa de Valentinois (1757-1771) (2) Princesa de Condé, Duquesa de Bellegarde, de Châteauroux e de Guise, Condessa de Sancerre e de Charolais, Sr.ª de Chantilly (1798-1813)                                                                                      | Princesa da Casa de Brignole, filha de José Brignole e de Ana Balbi. Mãe de Honorato IV de Mônaco e de José de Mônaco. |       |
| 13        |         | Batilde de Orleães (1750-1822)               | Luís VI (casou em 1770)                                                      | Duquesa de Enghien (1770-1772) Duquesa de Bourbon (1772-1818) Princesa de Condé, Duquesa de Bellegarde, de Châteauroux e de Guise, Condessa de Sancerre e de Charolais, Sr.ª de Chantilly (1818-1822)                                                                                        | Princesa da Casa de Orleães, filha de Luís Filipe I, Duque de Orleães e de Luísa Henriqueta de Bourbon-Conti. Mãe de Luis António, Duque de Enghien. |       |